# Bob-Weltmeisterschaft 1977
Die 32. Bob-Weltmeisterschaft fand 1977 bereits zum 13. Mal in St. Moritz in der Schweiz statt.

## Männer

### Zweierbob
| Platz | Land   | Sportler                            | Zeit        |
| ----- | ------ | ----------------------------------- | ----------- |
| 1     | SUI II | Hans Hiltebrand Heinz Meier         | 4:51,68 min |
| 2     | SUI I  | Fritz Lüdi Hansjörg Trachsel        | +0,85 s     |
| 3     | FRG I  | Stefan Gaisreiter Manfred Schumann  | +1,10 s     |
| 4     | GDR I  | Meinhard Nehmer Raimund Bethge      | +1,40 s     |
| 5     | FRG II | Jakob Resch Walter Barfuß           | +2,64 s     |
| 6     | AUT I  | Fritz Sperling Franz Köfel          | +3,41 s     |
| ...   | …      | …                                   | …           |
| 110   | GDR II | Roland Ebersbach Hermann-Josef Kühn | +4,54 s     |

Datum: 29./30. Januar 1977

### Viererbob
| Platz | Land   | Sportler                                                                  | Zeit        |
| ----- | ------ | ------------------------------------------------------------------------- | ----------- |
| 1     | GDR I  | Meinhard Nehmer Hans-Jürgen Gerhardt Bernhard Germeshausen Raimund Bethge | 4:42,42 min |
| 2     | SUI II | Erich Schärer Ulrich Bächli Rudolf Marti Josef Benz                       | +0,54 s     |
| 3     | FRG II | Jakob Resch Herbert Berg Fritz Ohlwärter Walter Barfuß                    | +1,11 s     |
| 4     | FRG I  | Stefan Gaisreiter Hans Wagner Heinz Busche Manfred Schumann               | +1,12 s     |
| 5     | SUI I  | Giancarlo Torriani Peter Casty Ruedi Schmid Orlando Ponato                | +1,65 s     |
| 6     | SWE I  | Carl-Erik Eriksson Christer Garpenborg Johansson Kenth Rönn               | +3,13 s     |
| 7     | AUT II | Walter Delle Karth jun. Hans Eichinger Franz Jakob Kurt Oberhöller        |             |
| …     | …      | …                                                                         | …           |
| 9     | AUT I  | Dieter Delle Karth Sauerlechner Franz Rednack Heinz Krenn                 |             |

Datum: 5./6. Februar 1977

## Medaillenspiegel
| Platz | Land                            | Gold | Silber | Bronze | Gesamt |
| ----- | ------------------------------- | ---- | ------ | ------ | ------ |
| 1     | Schweiz                         | 1    | 2      | 0      | 3      |
| 2     | Deutsche Demokratische Republik | 1    | 0      | 0      | 1      |
| 3     | BR Deutschland                  | 0    | 0      | 2      | 2      |